# Three Friends
Three Friends — третий студийный альбом британской рок-группы Gentle Giant, выпущенный в 1972 году лейблом Vertigo Records.
Для американского издания альбома была использована та же обложка, что и для дебютного альбома Gentle Giant.

## Список композиций
1. Prologue — 6:13
2. Schooldays — 7:37
3. Working All Day — 5:12
4. Peel the Paint — 7:31
5. Mister Class and Quality? — 3:23
6. Three Friends — 5:26

## Участники записи
- Гэри Грин — гитары, перкуссия
- Кери Минниар — клавишные, вибрафон, перкуссия, синтезатор Moog, вокал
- Малкольм Мортимор — барабаны
- Дерек Шульман — вокал
- Фил Шульман — саксофон, вокал
- Рей Шульман — бас-гитара, скрипка, 12-струнная гитара, вокал